# Classe Karakourt
La Classe Karakourt est une classe de corvettes correspondant au projet 22800.

## Caractéristiques
La classe Karakourt a été développée comme une amélioration des corvettes de la Classe Bouïan car sa défense aérienne était trop faible et son autonomie en mer n'était que de 10 jours contre 15 pour la nouvelle classe. Le premier bâtiment est sorti des chantiers en 2018, en tout deux navires ont été construits sur le standard 22800 et en 2020 la Russie dévoile le standard 22801.  Le temps de construction d'une corvette est d'environ 32 mois et la Russie a prévu d'en produire 18 avant 2025, en 2021 la construction de la 9e corvette est lancée dans le chantier naval de Kertch, Crimée  ; ils sont construits au Chantier naval de Zelenodolsk, au chantier naval de Moré, au Chantier naval de l'Amour et au Vostotchnaya Verf . Sa vitesse maximale est de 30 nœuds et son radar Pozitiv-ME 1.2 3D permet de détecter une cible aérienne à environ 150km de distance. 
La classe Karakourt est équipée de 8 cellules verticales capables d’accueillir des missiles Kalibr ainsi que 8 autres cellules pour recevoir des missiles Oniks. Elle est également équipée d'un canon d'artillerie navale de calibre 76mm ainsi que de plusieurs emplacements d'AK-630M CIWS pour la classe 22800, la classe 22800 remplace les AK-630 par des Panstir-M ce qui augmente sa zone de protection aérienne à 20km,.

## Service
L' Askold, l'un des bâtiments de la classe, subit de graves dégâts dans le chantier naval de Kertch le 4 novembre 2023, après avoir été la cible d'au moins deux missiles ukrainiens,. Les missiles impliqués sont vraisemblablement des SCALP ou Storm Shadow.
D'après l'état-major général des forces armées ukrainiennes, il est possible que le navire ait subi des dommages irréparables.

## Notes et références

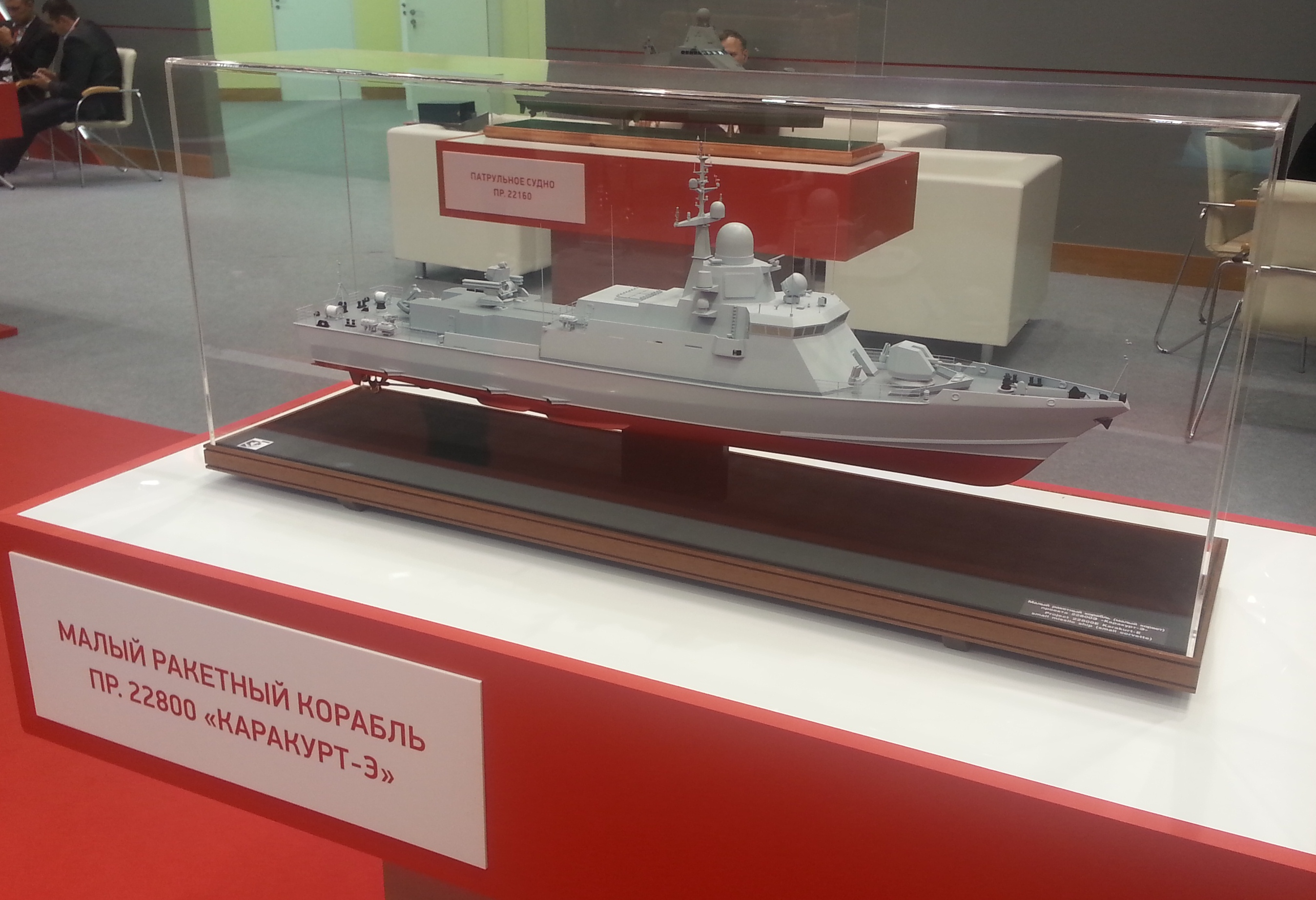
Maquette d'une corvette Karakourt